# Spinomantis aglavei
Spinomantis aglavei es una especie de anfibios de la familia Mantellidae.
Es endémica de Madagascar, en altitudes de menos de 1500 m.
Su hábitat natural incluye bosques bajos y secos, montanos tropicales o subtropicales secos, ríos y pantanos.